# Yana (buddhism)

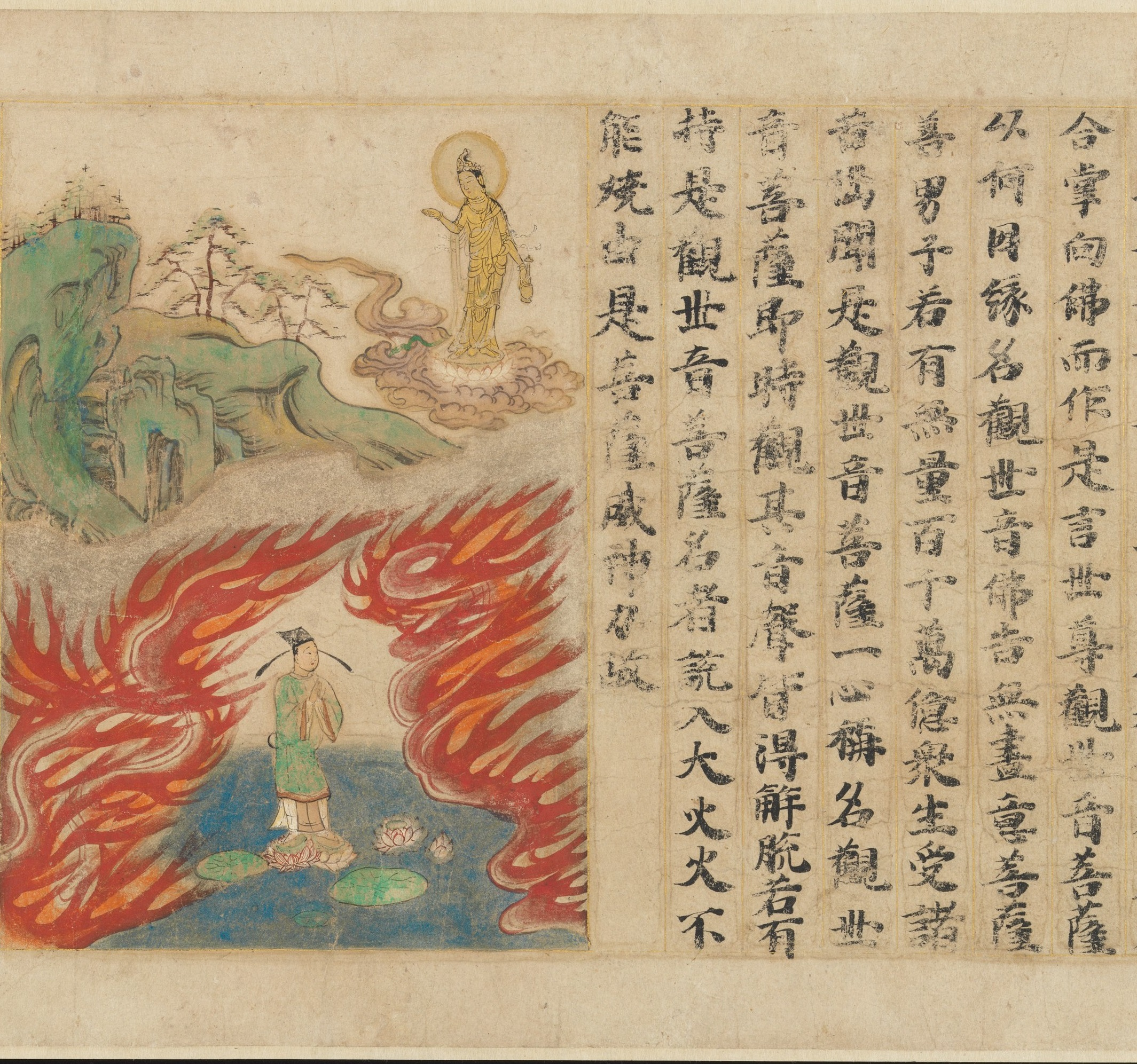
Illustration från 1257 av en scen ur Lotussutran, vars centrala tema är föreställningen att det enbart finns en buddhistisk väg/vagn.

Yana är en term på sanskrit som betyder "fordon", eller "vagn". I mahayansk litteratur får termen en mer bildlig än bokstavlig betydelse och syftar på att Buddhas lära är ett slags vagn som bär medvetna varelser från samsara till nirvana. Vidare används begreppet för att åsyfta olika buddhistiska vagnar. Det talas främst om två eller tre vagnar. De tre vagnarna är:
- Bodhisattvayana, "bodhisattvans vagn".[1] Bodhisattva är en medveten varelse som siktar på att själv bli en Buddha, i syfte att rädda alla medvetna varelser från samsara.[3]
- Sravakayana, "lyssnarens vagn".[1] Sravaka syftar på dem som lyssnade till Buddhas läror eller mer specifikt på dem vars religiösa mål är att nå nirvana och bli en arahant.[4]
- Pratyekabuddhayana, "pratyekabuddhans vagn".[1] Pratyekabuddha är en medveten varelse som blir en buddha på egen hand, utan hjälp av någon annan buddhas lära, men som inte sprider vidare sin lära.[5]

Det talas även om två vagnar, mahayana och hinayana. Mahayana kan dock ytterligare delas upp på två, paramitayana och mantayana (eller vajrayana). Paramitayana syftar då på medvetna varelser som siktar på buddhaskap genom att successivt bemästra de olika paramitorna som omtalas i mahayanasutrorna. Mantrayana syftar då på medvetna varelser som siktar på buddhaskap genom att använda sig av tantra.
I Lotussutran, avatmasakasutra och olika andra mahayanasutror talas det om ekayana, den "enda vagnen". Enligt Lotussutran finns det bara en vagn, vagnen mot buddhaskap, och alla andra vagnar är bara provisoriska läror som i slutändan leder till buddhaskap.